# Capilla de las Esclavas del Sagrado Corazón de Jesús (Oviedo)

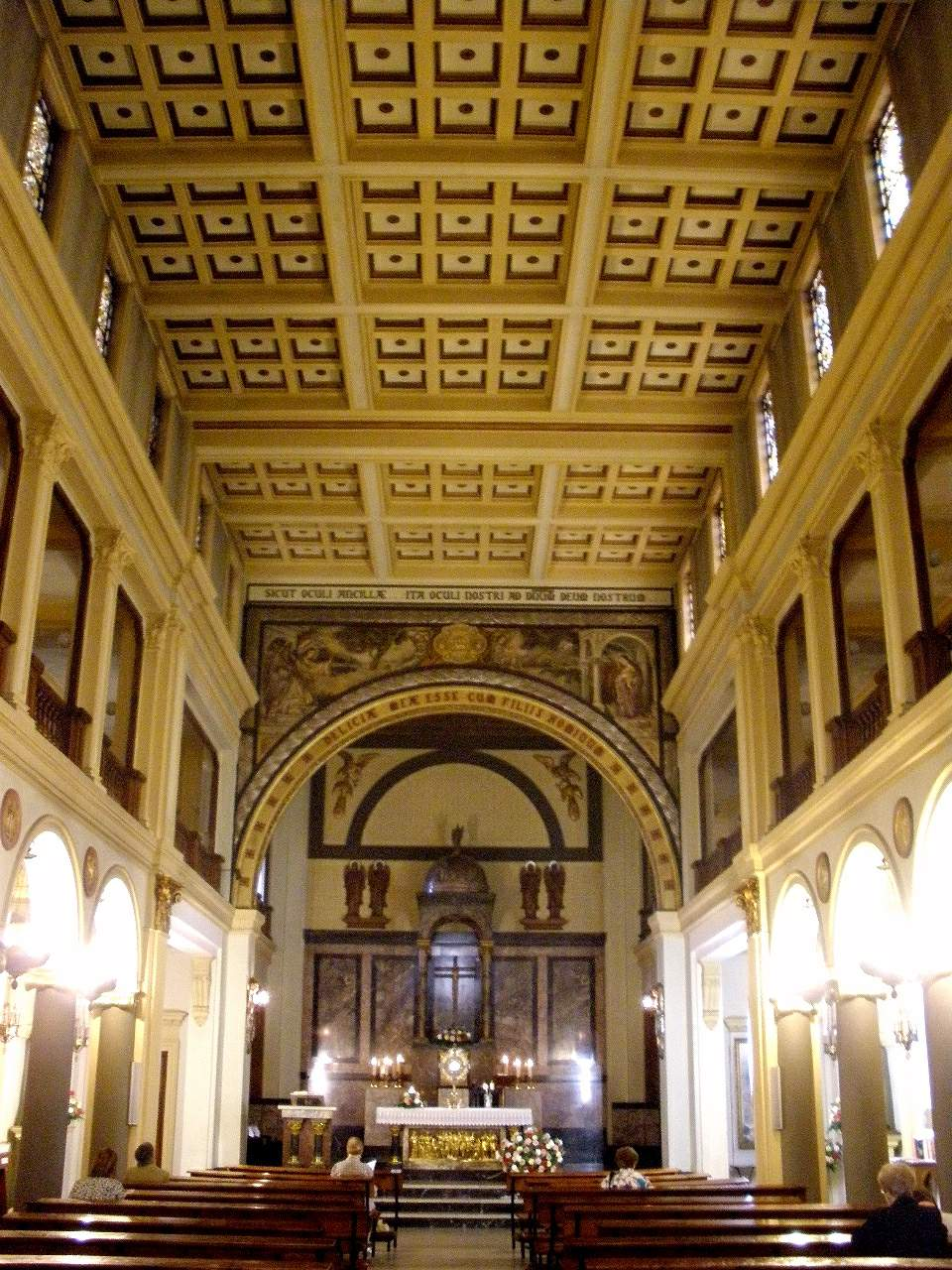
Interior de la capilla

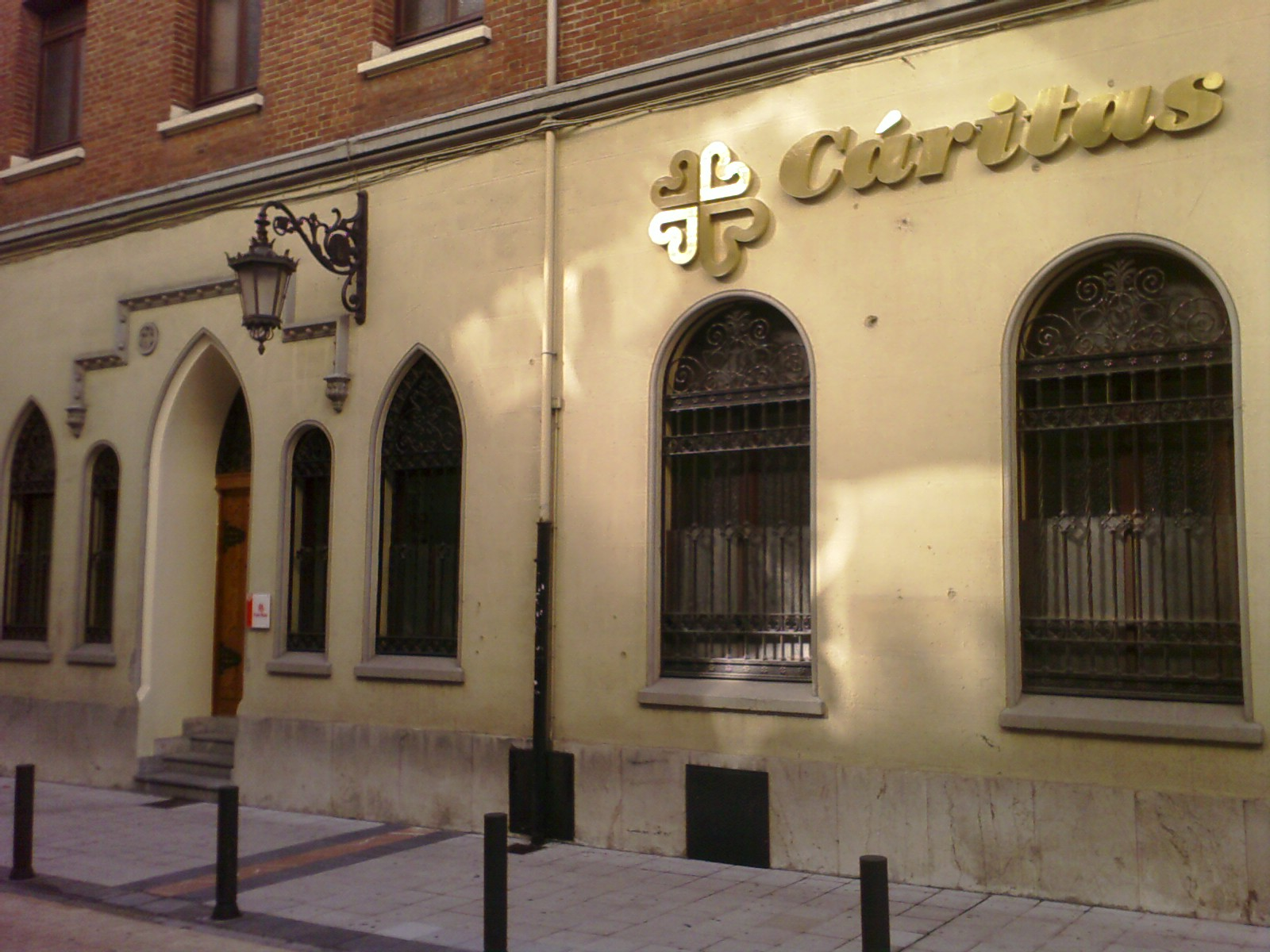
Convento de las Esclavas del Corazón de Jesús ocupado por las oficinas de Cáritas Diocesana

La capilla de las Esclavas del Corazón de Jesús es un templo católico situado en la ciudad asturiana de Oviedo, España. Se encuentra junto al Campo de San Francisco.

## Historia de la congregación
La Congregración de las Esclavas del Sagrado Corazón de Jesús es una congregación religiosa católica femenina de derecho pontificio fundada por la religiosa argentina Catalina de María, en Córdoba el 29 de septiembre de 1872, para la educación de la juventud. A las religiosas de este instituto se las conoce como Esclavas del Corazón de Jesús. En Oviedo el convento está en la calle González del Valle nº 5, en el que tenían una residencia universitaria femenina, y que en la actualidad ocupan las oficinas de Cáritas diocesana. La cesión a Cáritas se hizo, de forma gratuita, en el año 2007. La residencia universitaria había iniciado su actividad en el año 1979. En la fachada del convento todavía son apreciables numerosos impactos de bala de la Guerra Civil Española.

## El templo
En el número 4 de la calle Toreno, frente al parque de San Francisco, tienen una capilla que es sede de la Adoración Eucarística Perpetua de Oviedo (A.E.P.) desde el 18 de mayo de 2007. La A.E.P. se inició en Oviedo durante la etapa en el arzobispado ovetense de don Carlos Osoro y fue la primera de Asturias a la que siguieron posteriormente las sedes de Avilés y Gijón. Esta capilla no tiene rango de parroquia. 
El edificio de la capilla se construyó entre los años 1942 y 1947 por los arquitectos Francisco González Villamil y Miguel Durán. Presenta como elementos decorativos de la fachada, pilastras adosadas, pequeñas ventanas arqueadas y un balcón en el segundo nivel de la estructura. Sobre la puerta adintelada hay un relieve con una cruz de los ángeles. el edificio se remata con frontón sobre el que se encuentra una imagen del Sagrado Corazón. En la decoración de la fachada se utilizó la piedra artificial que en la actualidad fue pintada restándole buena parte del valor estético original. La iglesia se encuentra separada de la calle Toreno por un pequeño atrio cerrado con muro y verja metálica.
El arquitecto González Villamil (1904-1972) ejerció como arquitecto municipal en el Ayuntamiento de Mieres y fue concejal en Oviedo. Como arquitecto provincial realizó diversos edificios públicos asturianos como el Hospital General de Asturias y con el ingeniero Ildefonso Sánchez del Río el proyecto de los talleres del pozo San José en Mieres. La participación de González Villamil en la capilla de las Esclavas se limitó a las estructuras verticales y a los forjados de suelo y cubiertas en hormigón armado, y al relleno de las fachadas con fábrica de ladrillo. En 1947 se hace cargo y finalización de la obra Miguel Durán. El edificio de la capilla está incluido en el Catálogo Urbanístico del Concejo de Oviedo desde el año 2005.

## Enlaces

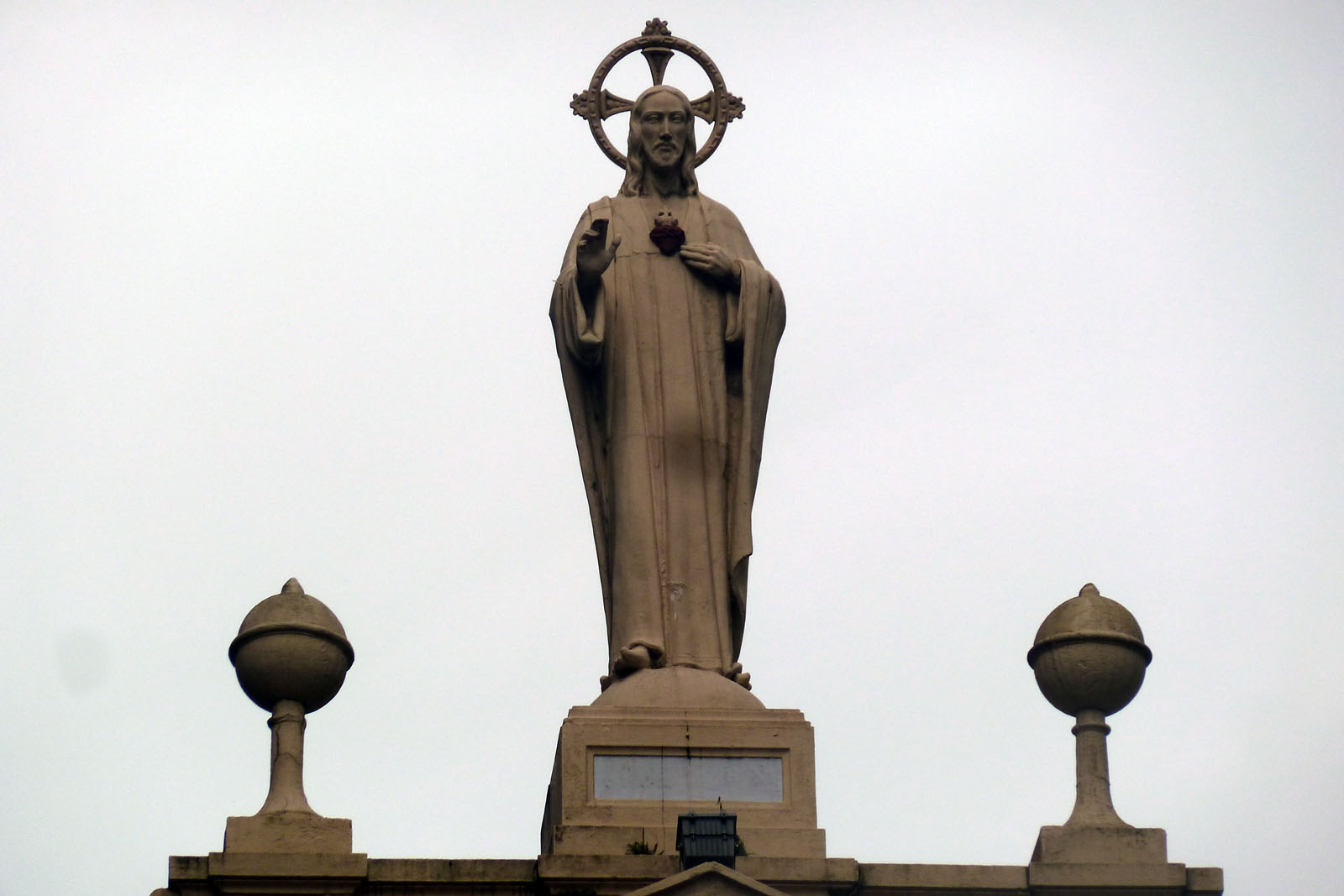
Remate de la iglesia de las Esclavas del Corazón de Jesús en la calle Toreno

- Remate de la iglesia de las Esclavas del Corazón de Jesús en la calle TorenoCapilla de las Esclavas del Corazón de Jesús
- Adoración Eucarística Perpetua
- Cáritas Diocesana de Oviedo

- Datos: Q65159108